# 莫斯比冰川
73°9′S 61°40′W / 73.150°S 61.667°W
莫斯比冰川（英語：Mosby Glacier）是南極洲的冰原島峰，位於帕爾默地，終點寬9公里，最終注入新貝德福德灣西南端，在1940年12月由美國研究隊發現和拍攝空中照片，現時由南極條約體系管理。